# Chiesa e convento di Sant'Agostino
La chiesa di Sant'Agostino si trova a Nicosia, nel comune di Calci.

## Storia e descrizione
Il convento e la chiesa furono edificati fra il 1258 e il 1264 per iniziativa di Ugo da Fagiano, vescovo di Nicosia in Cipro, e furono in uso agli Agostiniani finché questi ultimi furono fusi nel '500 con i Canonici regolari di San Salvatore in Bologna.
L'edificio presenta una semplice struttura a aula unica con copertura a capanna e campanile in laterizio. Nell'interno sono decorazioni a fresco e a tempera dei secoli XVIII e XIX.
Attualmente il complesso versa in uno stato di completo abbandono, fatta eccezione per la chiesa ed il campanile che invece risultano conservati ed utilizzati dalla parrocchia di Calci. Le cause del degrado sono da attribuirsi alla crescita di rampicanti, alla mancanza di interventi conservativi ed al verificarsi di atti vandalici.